# Herb Ostryny

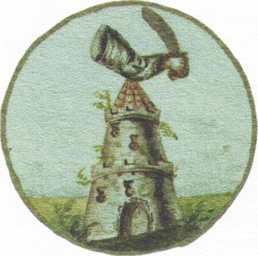
Oryginalny herb z 1792 roku

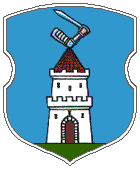
Herb Ostryny

Herb Ostryny − jeden z oficjalnych symboli Ostryny.
Herb przedstawia w polu błękitnym srebrną wieżę o czerwonym dachu, na którym znajduje się ramię uzbrojone w miecz. Herb zatwiedzono 16 czerwca 1792 roku, a w obecnej Białorusi 14 lipca 2007 roku.